# Richard Renouf
Richard Renouf (* 1956 (?)) ist ein Politiker aus Jersey, der seit 2018 Minister für Gesundheit und soziale Dienste ist.

## Leben
Richard Rebouf nahm 1984 eine Tätigkeit als Rechtsanwalt und ist Mitglied der Law Society of Jersey. Darüber hinaus war er zwischen 2005 und 2014 Anwalt für öffentliches Wohlergehen (Procureur du Bien Public). Ferner ist er Berater der LWR Law in Saint Helier sowie Treuhänder der CAPPS Family Trusts. Er wurde erstmals am 3. November 2014 für den Wahlkreis St. Ouen Mitglied der 53-köpfigen States of Jersey und als solcher 2018 wiedergewählt. In der Legislaturperiode von 2014 bis 2018 Vorsitzender des Ausschusses für Gesundheit und soziale Sicherheit sowie Mitglied des Gesetzgebungsausschusses und Mitglied des Brexit-Ausschusses.
Nachdem sich am 4. Juni 2018 John Le Fondré bei der Wahl zum Chief Minister von Jersey mit 30 zu 19 Stimmen gegen den Amtsinhaber Ian Gorst durchsetzen konnte, wählte am 7. Juni 2018 das Parlament die Kabinettsmitglieder. Dem Ministerrat (Council of Ministers) gehören neben Chief Minister Le Fondré unter anderem Ian Gorst als Außenminister, Len Norman als Innenminister sowie Susie Pinel als Schatzministerin an. Richard Renouf übernahm im Kabinett Le Fondré das Amt als Minister für Gesundheit und soziale Dienste. Dem Ministerrat gehören aktuell zwölf Mitglieder an.